# گروه ئی‌اف‌یو
گروه ئی‌اف‌یو (انگلیسی: EFU Group) شرکت بیمه پاکستانی است، که در سال ۱۹۳۲ تأسیس شد.